# アル・ワスル
アル・ワスル (アラビア語: الوصل)はアラブ首長国連邦ドバイ西部の地区のひとつである。シェイク・ザーイド・ロードのインターチェンジ1番および2番目の西側に位置している。北にジュメイラ、南にビジネスベイ、西にアル・サファ、東にアル・サトワの各地区と隣接する。地区の面積は4.9km²、人口は12,185人である（2021年）。
「アル・ワスル（Al Wasl）」は、19世紀前半に英国人が現在のドバイの一部にあたる地域を指して使った名前である。

## シティウォークとその周辺

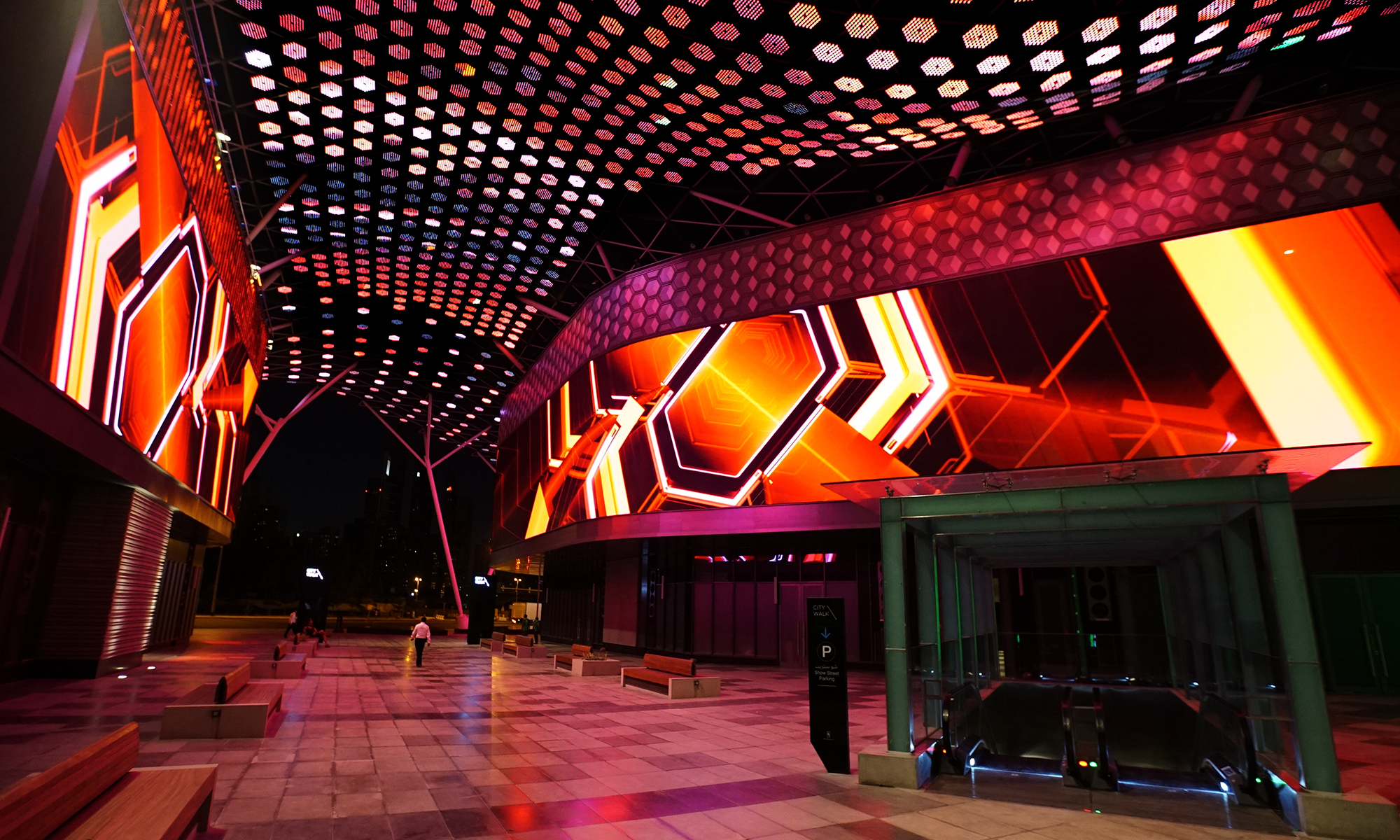
シティウォーク内の一角に設置されたデジタルインスタレーション

「シティウォーク」は2013年にアル・ワスル地区の北部にオープンした商業・住宅複合施設で、以降数度の拡張を経て、ドバイを象徴する近代的エリアとなっている。
ザ・グリーン・プラネットは、2016年に開設された屋内動植物園で、湿度70%の熱帯雨林を人工的に再現しており、3000種の動植物が展示されている。2019年6月に開業したコカ・コーラ・アリーナは、収容人数17,000人の規模を持つ多目的アリーナである。なお、以前は15,000m²の広さを持つ大型テーマパークの「Hub Zero」が存在し、スクエア・エニックスやエレクトロニック・アーツ、マイクロソフトなどの企業が提供するアトラクションを楽しめたが、2020年に閉鎖された。
アル・ワスルのシティウォーク・エリアはマンション販売価格が激しく高騰し、2022年9月には前月比+101%、ドバイでも最も高額なエリアとなっている（マンションの1平方フィートあたり3,035 UAEディルハム。2022年11月現在の為替レートAED 1= JPY 40.0で換算して約130万円/m²。）。

## その他の施設
アル・ワスルには、アル・マザーヤ・ショッピングセンターがあるほか、ドバイの公営新聞社アル・バヤンや英字新聞を発行するガルフニュースが本社を置いている。また、地区の南寄りにドバイ日本人学校があり、南端にはサファ・パークが位置している。

## ギャラリー

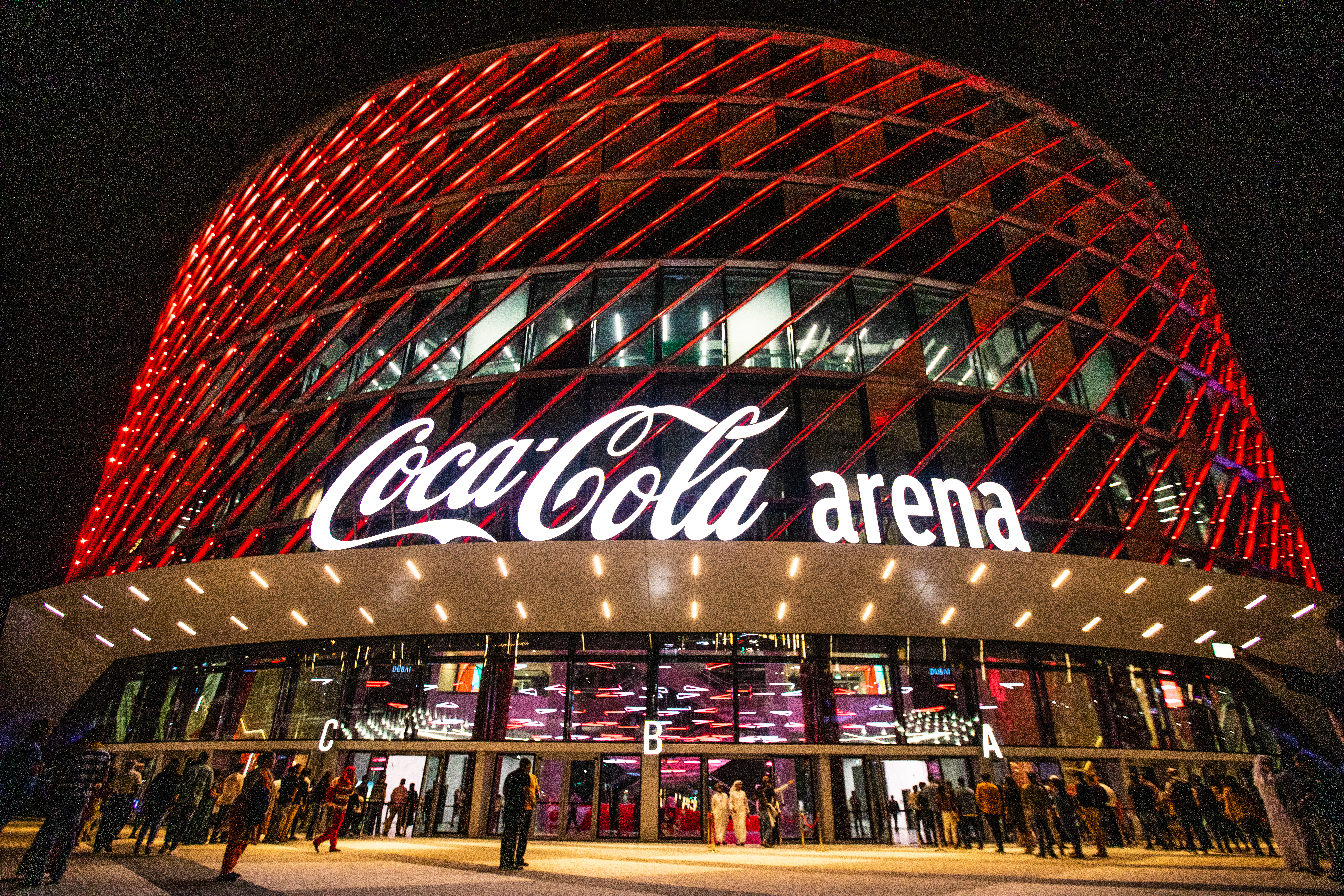
コカ・コーラ・アリーナ
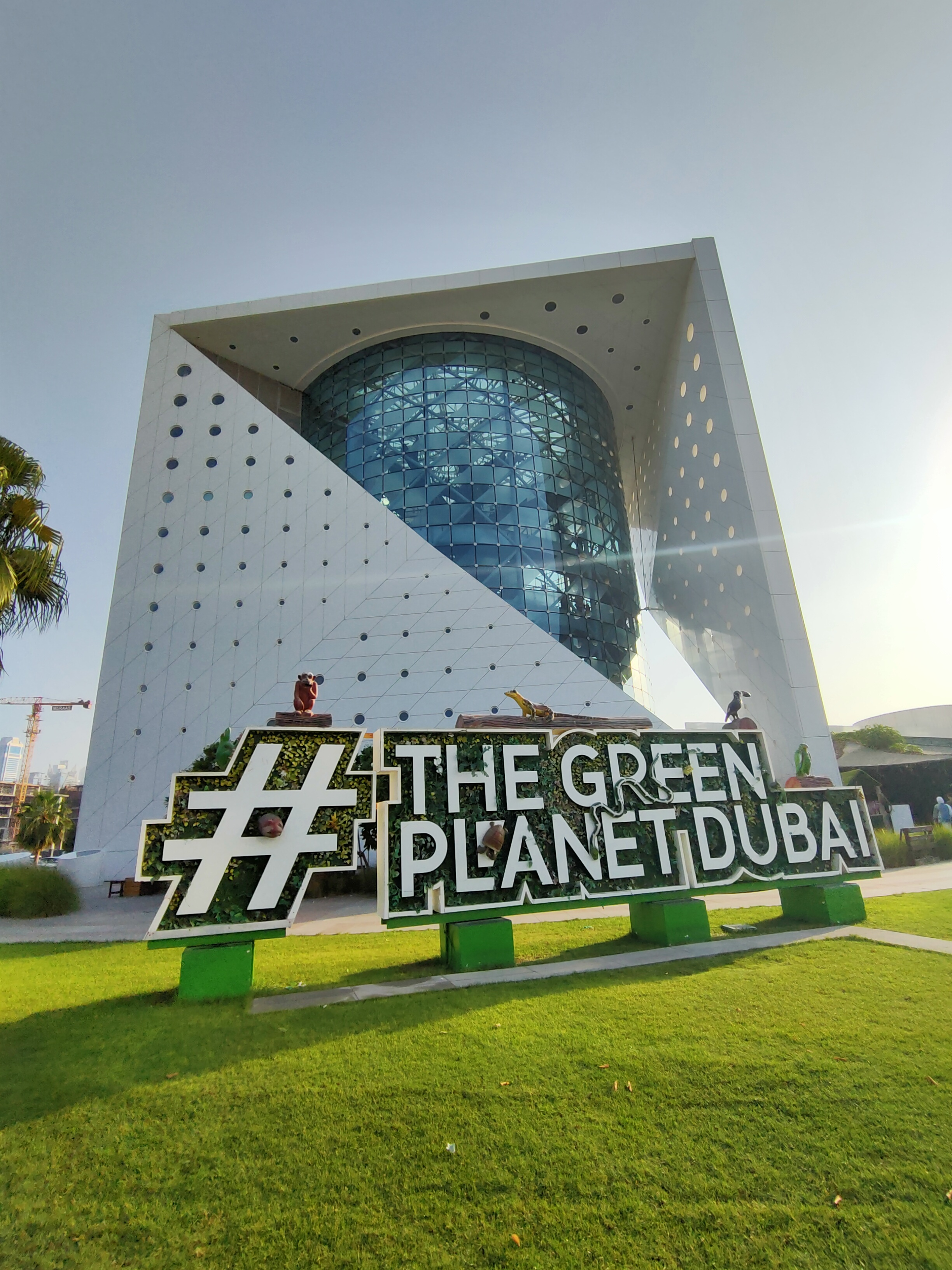
ザ・グリーン・プラネット